# نوفرست (باقران)
نوفرست (بالفارسية: نوفرست) هي مستوطنة تقع في إيران في قسم باقران الريفي. يقدر عدد سكانها بـ 353 نسمة .